# Crise financeira

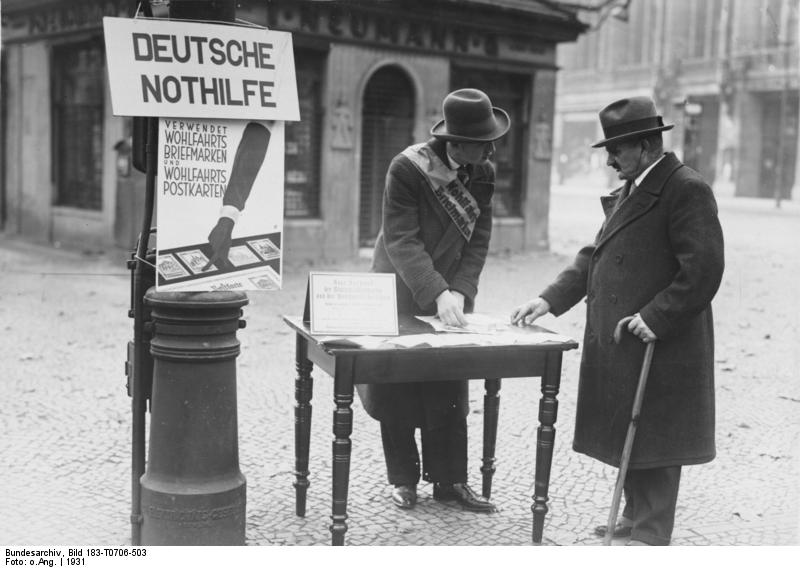
Alemanha durante a Grande Depressão.

O termo crise financeira é aplicado a uma variedade de situações nas quais instituições ou ativos financeiros se desvalorizam repentinamente.
No século XIX e no início do século XX, muitas crises financeiras estiveram associadas a corridas aos bancos, durante  períodos de recessão. Outras se caracterizaram pelo estouro de uma bolha financeira e pela quebra do mercado de ações ou por ataques especulativos à moeda de um país ou quando um país suspende o pagamento de sua dívida.
Há várias teorias acerca do desenvolvimento das crises financeiras e como evitá-las. Entretanto, não há consenso entre os economistas. As crises continuam a ocorrer por todo o mundo e parecem se produzir com certa regularidade, podendo ser inerentes ao funcionamento da economia capitalista.
Nos dias atuais, a Crise econômica de 2008, que atingiu a economia de todo o planeta, é a mais forte desde a Crise de 1929.

## Crise climática
Evidências recentes sugerem que a crise climática tem um impacto significativo no crescimento econômico e em vários elementos produtivos das economias modernas. Pesquisas indicam que as mudanças climáticas estão aumentando a frequência das crises bancárias. O resgate de bancos insolventes causa uma carga fiscal adicional de cerca de 5 a 15% do produto interno bruto por ano e aumenta a proporção da dívida pública em relação ao produto interno bruto em um fator de 2. Estima-se que cerca de 20% desses efeitos possam ser atribuídos à deterioração dos balanços bancários, nos quais a mudança climática é a causa. As conseqüências das mudanças climáticas são subestimadas se o sistema financeiro não for analisado por meio de uma avaliação climática e econômica integrada.

## Cronologia de algumas crises (desde 1980)
- 1980-1983: Recessão do início dos anos 1980
- 1982: Crise da dívida externa, na América Latina, com início no México.
- 1989-91: Crise do sistema de poupança e empréstimo nos Estados Unidos.
- 1990s: Bolha especulativa japonesa.
- 1992-1993: Ataques especulativos às moedas no European Exchange Rate Mechanism (Mecanismo de taxas de câmbio europeu).
- 1994-1995: Crise econômica do México de 1994: ataque especulativo e inadimplência do México.
- 1997-1998:  Crise financeira asiática: desvalorizações e crise bancária em vários países da Ásia.
- 1998: Crise financeira russa: desvalorização do rublo e inadimplência da Rússia.
- 2001-2002: Crise econômica da Argentina : quebra do sistema bancário.
- 2008: Crise financeira de 2008-2012, nos Estados Unidos, levando recessão a diversos outros países no mundo.
- 2013-atualidade: Crise na Venezuela desde 2013, iniciado no governo Chávez e acentuada após o governo Nicolás Maduro.
- 2014: Crise econômica brasileira de 2014, iniciado no segundo mandato de Dilma Rousseff